# Cèmuhî
Cèmuhî (també camuhi, camuki, tyamuhi, wagap) és una llengua austronèsia parlada majoritàriament a l'àrea tradicional de Paici-Camuki, als municipis de Touho, Poindimié i Koné, a la Província del Nord, Nova Caledònia. Té 2.600 parlants nadius.

## Història i descripció
El nom cèmuhî es pronuncia « tyèmouhî » o « tyamoukî ». La llengua també és anomenada tié, tyamuhi o llengua de Wagap pels Pares maristes instal·lats a Wagap en el segle xix, principalment el p. Benoît Forestier i el p. Roussel que coneixien la llengua i desenvoluparen les primeres transcripcions. El terme de « tié » va ser fins fa poc utilitzat per referir-se a la llengua parlada al nord de la vall de Tiwaka.
És una llengua tonal de tres registres. El nombre de parlants oscil·la entre 2.600 (segons Ethnologue i 3.300, dels quals 800 viuen fora de la zona tradicional segons Jean-Claude Rivierre.